# 固有時
相対性理論における固有時（こゆうじ、英: proper time）とは、注目する物体に伴い運動する系における時間である。
観測者系の時刻は座標変換に対し不変な量ではないため、観測者の時刻を用いて記述した物理法則は、他の系では適用できない。固有時は座標変換に対して不変な形で物理法則を記述するために導入される。

## 定義
ある観測対象について (ct)2-x2-y2-z2（c: 光速、t: 観測者にとっての時間、(x, y, z): 観測者にとっての物体の空間座標）はローレンツ変換に関して不変な量であり、いかなる座標系で観測しても同値となる。そこで、この量をもとに d(cτ)2=d(ct)2-dx2-dy2-dz2 として τ および Τ=∫dτ を時刻と時間の不変量として定義する。この τ が固有時である。

## 性質
恒等的に(x, y, z)=0である時、当然τ=tである。常に(x, y, z)=0が成立するということは、それは観測対象の物体と共に移動する座標系で対象を観測していることに他ならない。これがτが固有時と呼ばれる所以である。つまり、固有時とは物体固有の時間という意味である。
特殊相対性理論においては、力学法則はローレンツ変換に関して不変であることが要求されるため、力学法則の記述は相対論以前の絶対時間に代えて固有時を用いる。例えば、ニュートン力学において{\displaystyle {\boldsymbol {F}}={\frac {d{\boldsymbol {p}}}{dt}}}と記述された運動方程式は、特殊相対論においては{\displaystyle {\boldsymbol {F}}={\frac {d{\boldsymbol {p}}}{d\tau }}}と記述される（F: 物体に加えられた合力、p: 運動量、t: 絶対時間、τ: 固有時）。